# Torre del Cerrano
La Torre del Cerrano è una delle antiche torri costiere del Regno di Napoli, si trova sulla costa dell'Adriatico a Pineto, in provincia di Teramo; la torre è situata a due chilometri a sud dell'abitato, e spicca nettamente all'orizzonte su una piccola collina a ridosso della spiaggia.
Deve il suo nome al vicino torrente Cerrano (l'antico Matrinus), il cui nome a sua volta deriva probabilmente da quello della dea Cerere (Demeter, Dea Mater).
Il corso d'acqua nasce sui colli di Atri, da antichissime fontane di tipo qanat e sfocia sul mare a circa un chilometro a sud della torre, nel comune di Silvi.
L'area era un tempo il sito dell'antico porto di Atri, nello specchio di mare vicino alla torre e al torrente giacciono sommersi i resti di un molo a forma di "L", opere murarie e vari manufatti.
Attualmente è una delle sedi dell'IZSAM.
Nel febbraio 2008 è stato costituito il Consorzio di gestione dell'Area marina protetta Torre del Cerrano, atto propedeutico all'emissione del decreto ministeriale istitutivo del parco marino.
L'iter era iniziato nel 1997 quando il "Parco marino Torre del Cerrano" fu inserito nella legge 334.
Dopo molti anni, con un costante impegno da parte delle amministrazioni locali e soprattutto con il coinvolgimento di associazioni e portatori di interesse, il 7 aprile 2010 è stata pubblicata in Gazzetta Ufficiale della Repubblica Italiana il decreto del Ministero dell'Ambiente e della Tutela del Territorio e del Mare del 21 ottobre 2009, istitutivo dell'Area marina protetta Torre del Cerrano.

## Storia

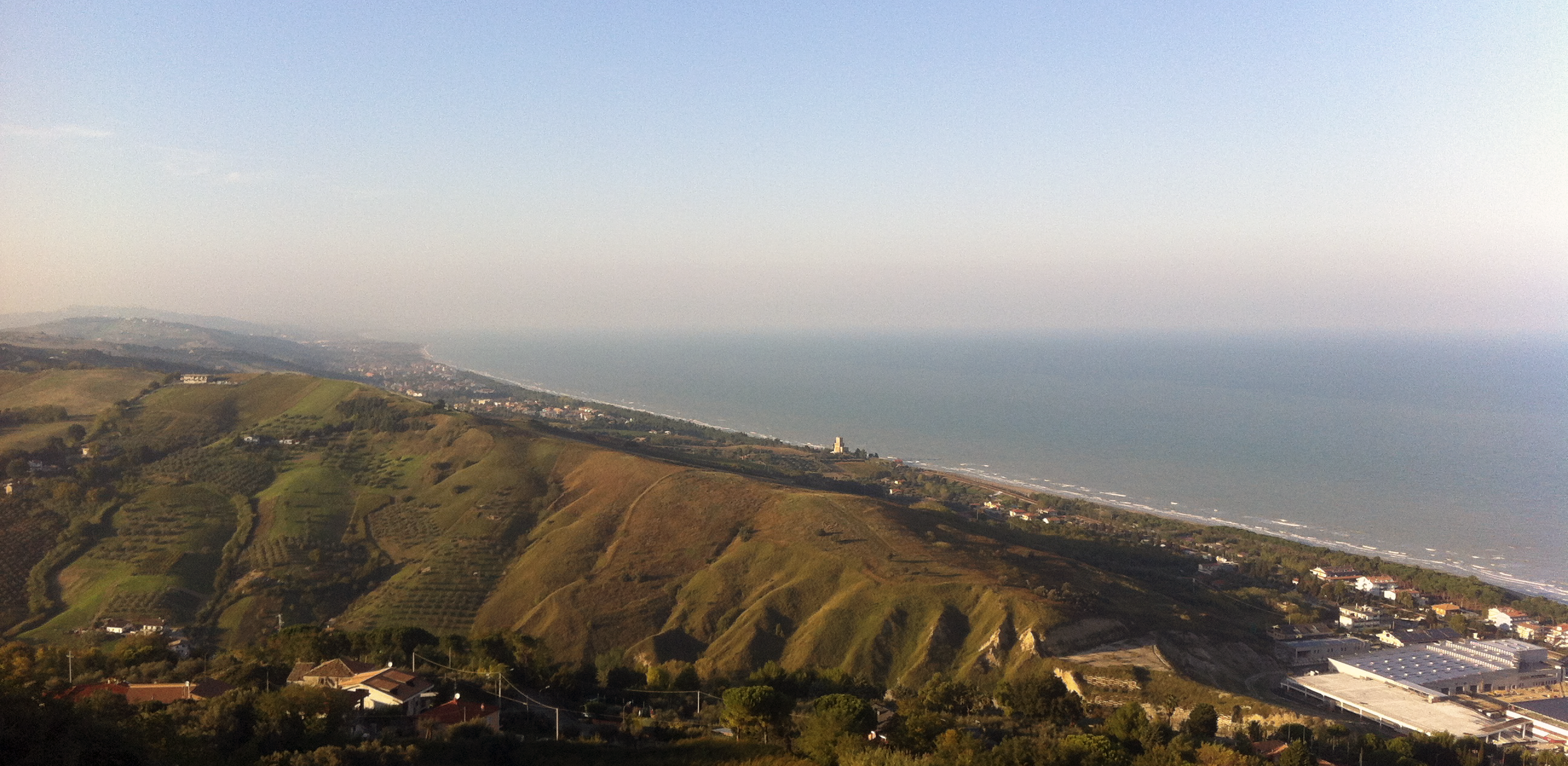
Il tratto di costa della torre

Nel XVI secolo crebbe la minaccia di incursioni da parte dei Saraceni, che furono particolarmente intense nell'estate del 1556 quando all'Abruzzo furono risparmiate le terribili devastazioni subite dalle coste italiane grazie alle difese e al sistema di punti d'avvistamento predisposte dal Duca d'Atri Giovan Girolamo Acquaviva.

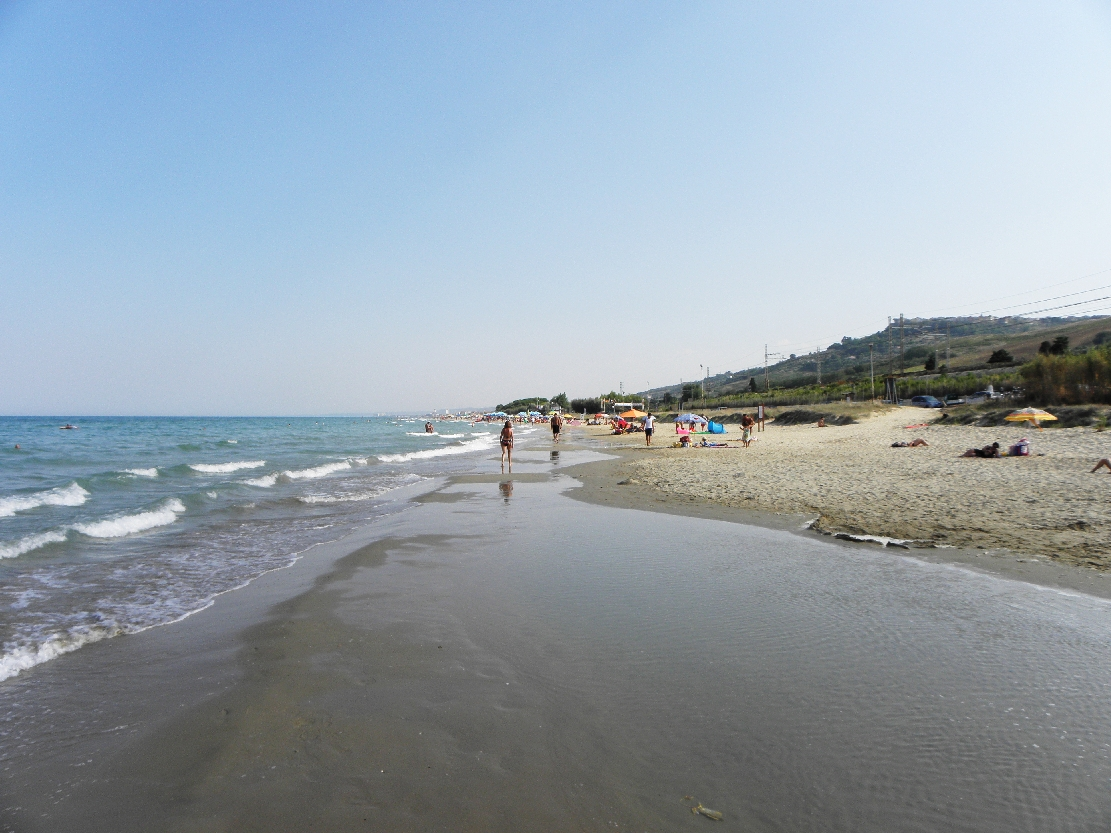
Spiaggia.

Di conseguenza, poco tempo dopo, il Viceré Don Pedro Afán de Ribera, Duca di Alcalá de los Gazules, decise che anche il litorale abruzzese, come già altre coste della penisola, doveva avere un sistema di torri costiere, costruite a distanza tale da poter comunicare a vista tra loro, destinate non solo a dare l'allarme in caso di incursioni nemiche ma, essendo dotate di guarnigione e colubrine, anche a respingere tali incursioni.
Nel 1563, in base a una relazione del Governatore Marco Antonio Piscicello, Afán de Ribera ordinò sei torri: Foro, Mucchia, Moro, Sangro, Penna, Saline, la cui costruzione però non iniziò subito.
Nel 1568 Alfonso Salazar, commissario del presidente della Regia Camera di Summaria, dopo aver effettuato un sopralluogo insieme all'ingengner Scala, dispose la costruzione di quattordici torri: Tronto, Vibrata, Salinello, Tordino, Vomano, Chirano, Fossacesia, Senella e le sei del 1563; i lavori furono portati a termine entro il 1569.
Buona parte delle torri abruzzesi fu costruita da Vincenzo Tavoldi, un bergamasco che con il fratello si stava occupando delle fortificazioni di Pescara e Civitella, e che il 1º aprile 1568 si aggiudicò l'appalto per otto di tali torri, impegnandosi a finirle entro diciotto mesi.
Tra le altre fu quindi appaltata da Alfonso Salazar la costruzione di una torre "alla punta del Chirano, da essere vista da tutta la provincia".
Da altri documenti risulta però che la costruzione della Torre del Cerrano era iniziata nel 1490-94, quindi è possibile che Salazar l'abbia solo portata a termine, utilizzandola inoltre come modello per le altre.
L'opera era già completata nel 1582, nel 1585 il caporale Francesco Martinez ne è Torriero.
Per molto tempo la torre del Cerrano rimase un baluardo per il presidio e la difesa della costa, anche dopo che, all'inizio del XVIII secolo, entrò a far parte dei possedimenti degli Scorrano, Marchesi di Cermignano.
Con il cessare delle razzie piratesche dal mare la torre perse la sua funzione militare.

### Aspetto attuale e avvenimenti recenti
La costruzione originale del XVI secolo, che costituisce il nucleo del complesso attuale, è formata da un massiccio torrione a base quadrata in laterizio, alla base il lato esterno è di 12,80 metri mentre quello interno di 5,80 metri.
Le mura hanno spessore decrescente e quindi risultano inclinate a piramide, ciascuna è coronata da quattro robusti beccatelli e tre caditoie sormontate da sei merli di fattura guelfa.
L'altezza è di 12,60 metri esclusi i 90 centimetri dei merli.
I soffitti sono a botte.
La tipologia è tipica delle torri costiere del Viceregno, molto simile alla  "gemella" Torre del Salinello.
Quando fu costruita la ferrovia fu eretto un alto muraglione di contenimento subito a valle della torre.
Agli inizi del secolo scorso la torre fu acquistata da un ufficiale di Marina, Pasquale Filiani che, nel 1915 la fece restaurare e rendere abitabile; su progetto dell'ing. Vincenzo Rosati fu aggiunta la torretta superiore a forma di parallelepipedo regolare, ma arretrato, anch'essa coronata da sei beccatelli per lato e merli guelfi, più piccoli.
Scale e vani furono ricavati nello spessore delle mura, nelle quali furono aperte varie finestre.
Negli anni venti ne divenne proprietario il marchese De Sterlich, eccentrico esponente della nobiltà locale che, nel 1935 fece ampliare la Torre con l'aggiunta, sui lati sud ed est, di un'ala a forma di "L" comprendente un seminterrato e i piani terra, primo e secondo.
La sopraelevazione e l'ampliamento sono stati realizzati imitando i materiali e gli stili originari, e non hanno comportato modifiche sostanziali al nucleo originale.
Successivo proprietario fu l'ingegner Tito Marucci
Nel 1981 la torre fu acquistata dall'Amministrazione Provinciale di Teramo che, dopo aver provveduto a lavori di ristrutturazione e consolidamento, nel 1983 vi istituì un Centro Ricerche e Studi; il 21 maggio 1983 il complesso fu affidata all'Istituto Zooprofilattico Sperimentale di Teramo.

### Cinema
- Nelle pieghe della carne, regia di Sergio Bergonzelli (1970)
- Delirium, regia di Flavio Sciolè (2002)[11]